# Aeroportul Cooktown
Aeroportul Cooktown (IATA: CTN, ICAO: YCKN) este un aeroport din Queensland, Australia ce deservește zona Cooktown⁠(d). Aeroportul a fost tranzitat în 2022 de 15.325 de pasageri. A fost numit după zona deservită.
Situat la o altitudine de 11 m, aeroportul dispune de o singură pistă.